# 81-й меридіан західної довготи
81-й меридіан західної довготи — лінія довготи, що лежить на 81 градус західніше Гринвіцького меридіана. Вона проходить від Північного полюса через Північний Льодовитий океан, Північну Америку, Атлантичний океан, Центральну Америку, Південну Америку, Тихий океан, Південний океан та Антарктиду до Південного полюса.
81-й меридіан західної довготи формує велике коло разом із 99-тим меридіаном східної довготи.

## Список географічних об'єктів, що перетинає 81° зх. д.
Починаючи на Північному полюсі та рухаючись до Південного полюса, 81-й меридіан західної довготи проходить через:
| Координати                                                 | Країна, територія або море | Примітки                                                                                                  |
| ---------------------------------------------------------- | -------------------------- | --- |
| 90°0′ пн. ш. 81°0′ зх. д. / 90.000° пн. ш. 81.000° зх. д.  | Північний Льодовитий океан | |
| 82°49′ пн. ш. 81°0′ зх. д. / 82.817° пн. ш. 81.000° зх. д. | Канада                     | Нунавут — проходить через острів Елсмір                                                                   |
| 76°8′ пн. ш. 81°0′ зх. д. / 76.133° пн. ш. 81.000° зх. д.  | Протока Джонс[en]          | |
| 75°37′ пн. ш. 81°0′ зх. д. / 75.617° пн. ш. 81.000° зх. д. | Канада                     | Нунавут — проходить через острів Девон                                                                    |
| 76°8′ пн. ш. 81°0′ зх. д. / 76.133° пн. ш. 81.000° зх. д.  | Протока Ланкастер          | |
| 73°45′ пн. ш. 81°0′ зх. д. / 73.750° пн. ш. 81.000° зх. д. | Затока Неві-Борд[en]       | Проходить західніше острова Байлот, Нунавут, Канада                                                       |
| 73°13′ пн. ш. 81°0′ зх. д. / 73.217° пн. ш. 81.000° зх. д. | Канада                     | Нунавут — проходить через Баффінову Землю                                                                 |
| 69°45′ пн. ш. 81°0′ зх. д. / 69.750° пн. ш. 81.000° зх. д. | Затока Фокс                | Проходить східніше півострова Мелвілл, Нунавут, Канада                                                    |
| 65°30′ пн. ш. 81°0′ зх. д. / 65.500° пн. ш. 81.000° зх. д. | Протока Фокс               | |
| 63°59′ пн. ш. 81°0′ зх. д. / 63.983° пн. ш. 81.000° зх. д. | Канада                     | Нунавут — проходить через півострів Белл[en] на острові Саутгемптон                                       |
| 63°26′ пн. ш. 81°0′ зх. д. / 63.433° пн. ш. 81.000° зх. д. | Гудзонова затока           | |
| 54°50′ пн. ш. 81°0′ зх. д. / 54.833° пн. ш. 81.000° зх. д. | Затока Джеймс              | |
| 56°7′ пн. ш. 81°0′ зх. д. / 56.117° пн. ш. 81.000° зх. д.  | Канада                     | Нунавут — проходить через острів Акіміски                                                                 |
| 52°44′ пн. ш. 81°0′ зх. д. / 52.733° пн. ш. 81.000° зх. д. | Затока Джеймс              | |
| 52°1′ пн. ш. 81°0′ зх. д. / 52.017° пн. ш. 81.000° зх. д.  | Канада                     | Онтаріо — проходить через затоку Джорджен-Бей на озері Гурон                                              |
| 42°39′ пн. ш. 81°0′ зх. д. / 42.650° пн. ш. 81.000° зх. д. | Озеро Ері                  | |
| 41°51′ пн. ш. 81°0′ зх. д. / 41.850° пн. ш. 81.000° зх. д. | США                        | Огайо Західна Вірджинія Вірджинія Північна Кароліна Південна Кароліна — проходить через Колумбія Джорджія |
| 31°51′ пн. ш. 81°0′ зх. д. / 31.850° пн. ш. 81.000° зх. д. | Атлантичний океан          | |
| 29°12′ пн. ш. 81°0′ зх. д. / 29.200° пн. ш. 81.000° зх. д. | США                        | Флорида                                                                                                   |
| 25°7′ пн. ш. 81°0′ зх. д. / 25.117° пн. ш. 81.000° зх. д.  | Флоридська затока[en]      | |
| 24°44′ пн. ш. 81°0′ зх. д. / 24.733° пн. ш. 81.000° зх. д. | США                        | Флорида — проходить через острів Кей-Вака[en]                                                             |
| 24°43′ пн. ш. 81°0′ зх. д. / 24.717° пн. ш. 81.000° зх. д. | Атлантичний океан          | Флоридська протока                                                                                        |
| 23°6′ пн. ш. 81°0′ зх. д. / 23.100° пн. ш. 81.000° зх. д.  | Куба                       | Проходить через острів Куба                                                                               |
| 22°3′ пн. ш. 81°0′ зх. д. / 22.050° пн. ш. 81.000° зх. д.  | Карибське море             | Проходить східніше острова Великий Кайман, Кайманові Острови                                              |
| 8°50′ пн. ш. 81°0′ зх. д. / 8.833° пн. ш. 81.000° зх. д.   | Панама                     | Проходить західніше Сантьяго-де-Верагуаса                                                                 |
| 7°37′ пн. ш. 81°0′ зх. д. / 7.617° пн. ш. 81.000° зх. д.   | Тихий океан                | |
| 2°11′ пд. ш. 81°0′ зх. д. / 2.183° пд. ш. 81.000° зх. д.   | Еквадор                    | Проходить західніше Салінас — приблизно на 1 км                                                           |
| 2°12′ пд. ш. 81°0′ зх. д. / 2.200° пд. ш. 81.000° зх. д.   | Тихий океан                | Затока Гуаякіль                                                                                           |
| 4°1′ пд. ш. 81°0′ зх. д. / 4.017° пд. ш. 81.000° зх. д.    | Перу                       | |
| 5°23′ пд. ш. 81°0′ зх. д. / 5.383° пд. ш. 81.000° зх. д.   | Тихий океан                | |
| 5°50′ пд. ш. 81°0′ зх. д. / 5.833° пд. ш. 81.000° зх. д.   | Перу                       | |
| 6°8′ пд. ш. 81°0′ зх. д. / 6.133° пд. ш. 81.000° зх. д.    | Тихий океан                | Проходить західніше острова Александра Селькірка[en], Чилі                                                |
| 60°0′ пд. ш. 81°0′ зх. д. / 60.000° пд. ш. 81.000° зх. д.  | Південний океан            | |
| 73°16′ пд. ш. 81°0′ зх. д. / 73.267° пд. ш. 81.000° зх. д. | Антарктида                 | Проходить через Чилійську Антарктику (претендує Чилі)                                                     |